# Kantons van Sarthe
Het Franse departement Sarthe (72) omvat, sinds de hervorming van de kantons die bij wet doorgevoerd werd in 2013 en voor het eerst toegepast bij de departementsverkiezingen van maart 2015, nog 21 in plaats van 40 kantons. In een aantal gevallen werden afgeschafte kantons in hun geheel toegevoegd aan reeds bestaande kantons, in andere gevallen werden de gemeenten van afgeschafte kantons verdeeld over verschillende bestaande kantons of werden geheel nieuwe kantons gevormd.
Het beoogde doel van de hervorming was kantons te vormen die naar inwoneraantal vergelijkbaar groot zijn (maximaal 20% afwijking van het gemiddelde voor het departement) zodat de vertegenwoordiging van elk kanton in de departementsraad (twee als koppel verkozen raadsleden per kanton) voortaan ook ongeveer een gelijk aantal inwoners zou vertegenwoordigen.
Het gemiddelde inwoneraantal voor een kanton in het departement bedraagt na de hervorming ongeveer 27.100 (pop. municipale 2013). De grootste afwijkingen hiervan zijn er voor Kanton Sillé-le-Guillaume (+14%) en Kanton Savigné-l'Évêque (-14%).

## Kantons van het departement Sarthe na de hervorming van 2013
Bij de hervorming van de kantons werd geen rekening gehouden met de bestaande arrondissementsgrenzen, als gevolg hiervan liggen kantons niet langer steeds binnen eenzelfde arrondissement.
| Kanton | Kanton                    | Inwoners 2013* | Aantal gemeenten |
| ------ | ------------------------- | -------------- | ---------------- |
| 1      | Kanton Bonnétable         | 29.587         | 24               |
| 2      | Kanton Changé             | 28.751         | 8                |
| 3      | Kanton Montval-sur-Loir   | 24.475         | 29               |
| 4      | Kanton Écommoy            | 27.603         | 10               |
| 5      | Kanton La Ferté-Bernard   | 25.148         | 26               |
| 6      | Kanton La Flèche          | 25.109         | 13               |
| 7      | Kanton Loué               | 29.697         | 44               |
| 8      | Kanton Le Lude            | 28.992         | 23               |
| 9      | Kanton Mamers             | 27.197         | 46               |
| 10     | Kanton Le Mans-1          | 23.718         | 2                |
| 11     | Kanton Le Mans-2          | 25.243         | 5                |
| 12     | Kanton Le Mans-3          | 29.012         | 1                |
| 13     | Kanton Le Mans-4          | 29.558         | 2                |
| 14     | Kanton Le Mans-5          | 23.843         | 1                |
| 15     | Kanton Le Mans-6          | 28.298         | 2                |
| 16     | Kanton Le Mans-7          | 25.771         | 7                |
| 17     | Kanton Sable-sur-Sarthe   | 28.625         | 16               |
| 18     | Kanton Saint-Calais       | 27.115         | 37               |
| 19     | Kanton Savigné-l'Évêque   | 23.420         | 15               |
| 20     | Kanton Sillé-le-Guillaume | 30.946         | 50               |
| 21     | Kanton La Suze-sur-Sarthe | 26.927         | 15               |

Bron: INSEE - *Inwoners 2013 = Population municipale

## Kantons van het departement Sarthe voor de hervorming van 2013
| Arrondissement | Arrondissement | Kanton | Kanton                   |
| -------------- | -------------- | ------ | ------------------------ |
| 3              | Le Mans        | 1      | Ballon                   |
| 2              | Mamers         | 2      | Beaumont-sur-Sarthe      |
| 2              | Mamers         | 3      | Bonnétable               |
| 2              | Mamers         | 4      | Bouloire                 |
| 1              | La Flèche      | 5      | Brûlon                   |
| 1              | La Flèche      | 6      | La Chartre-sur-le-Loir   |
| 1              | La Flèche      | 7      | Château-du-Loir          |
| 2              | Mamers         | 8      | Conlie                   |
| 3              | Le Mans        | 9      | Écommoy                  |
| 2              | Mamers         | 10     | La Ferté-Bernard         |
| 2              | Mamers         | 11     | La Fresnaye-sur-Chédouet |
| 2              | Mamers         | 12     | Fresnay-sur-Sarthe       |
| 1              | La Flèche      | 13     | Le Grand-Lucé            |
| 1              | La Flèche      | 14     | La Flèche                |
| 1              | La Flèche      | 15     | Loué                     |
| 1              | La Flèche      | 16     | Le Lude                  |
| 1              | La Flèche      | 17     | Malicorne-sur-Sarthe     |
| 2              | Mamers         | 18     | Mamers                   |
| 3              | Le Mans        | 19     | Le Mans-Centre           |
| 3              | Le Mans        | 20     | Le Mans-Ville-Est        |
| 3              | Le Mans        | 21     | Le Mans-Nord-Ville       |
| 2              | Mamers         | 22     | Marolles-les-Braults     |
| 1              | La Flèche      | 23     | Mayet                    |
| 2              | Mamers         | 24     | Montfort-le-Gesnois      |
| 2              | Mamers         | 25     | Montmirail               |
| 1              | La Flèche      | 26     | Pontvallain              |
| 1              | La Flèche      | 27     | Sablé-sur-Sarthe         |
| 2              | Mamers         | 28     | Saint-Calais             |
| 2              | Mamers         | 29     | Saint-Paterne            |
| 2              | Mamers         | 30     | Sillé-le-Guillaume       |
| 1              | La Flèche      | 31     | La Suze-sur-Sarthe       |
| 2              | Mamers         | 32     | Tuffé                    |
| 2              | Mamers         | 33     | Vibraye                  |
| 3              | Le Mans        | 34     | Le Mans-Nord-Ouest       |
| 3              | Le Mans        | 35     | Le Mans-Sud-Est          |
| 3              | Le Mans        | 36     | Le Mans-Sud-Ouest        |
| 3              | Le Mans        | 37     | Le Mans-Est-Campagne     |
| 3              | Le Mans        | 38     | Le Mans-Nord-Campagne    |
| 3              | Le Mans        | 39     | Le Mans-Ouest            |
| 3              | Le Mans        | 40     | Allonnes                 |